# Alexander von Arentschildt
Alexander von Arentschildt (27 de abril de 1911 - 22 de junho de 1999) foi um oficial alemão que serviu na  durante a Segunda Guerra Mundial. Foi condecorado com a Cruz de Cavaleiro da Cruz de Ferro.